# Riera de Blanes
La riera de Blanes, o de Valldolig, que aigües amunt rep el nom de torrent del Mal Compàs, travessa el terme i la vila de Blanes (la Selva) per desembocar a la mar prop de la roca o tómbol de Sa Palomera (continuada per sa Palomereta), que separa la badia de Blanes de la platja de s'Abanell. És el punt on comença la Costa Brava.
EL tram de la riera a l'entrada del poble, entre ca n'Illes i la carretera de la cala de Sant Francesc, és inclòs en el Catàleg d'espais d'interès natural i paisatgístic de la Costa Brava, ocupant una superfície d'1,90 ha. Presenta una petita àrea de verneda, essent considerada la darrera àrea de verneda al sud del sector litoral gironí. Més al sud, al Maresme i al Barcelonès, el vern resta desaparegut. Al tram final s'hi troba bosc de ribera típic dels cursos fluvials a la comarca de la Selva. A l'inici de la zona, aigües amunt, trobem un bosc mixt i canyissar.
El tram que travessa la vila va ser cobert el 1963, i el 1964 s'urbanitzà la nova avinguda creada, que es va anomenar rambla de Joaquim Ruyra.